# Santa Cruz (departamento)
Santa Cruz é um departamento da Bolívia. Possui uma área de 370.621 km² e uma população de 2.467.400 habitantes (censo de 2006). Sua capital é a cidade de Santa Cruz de la Sierra.
O departamento de Santa Cruz é o maior da Bolívia e situa-se ao centro-leste do país, limitando-se ao sul com o Paraguai e com o departamento boliviano de Chuquisaca, ao oeste ainda com o mesmo Departamento de Chuquisaca e com os de Cochabamba e Beni e ao leste com o Brasil, e ao norte ainda com o departamento de Beni e com o Brasil.

## Províncias
Santa Cruz está dividido em 15 províncias:
|  | - Andrés Ibáñez - Ángel Sandóval - Chiquitos - Cordillera - Florida - Germán Busch - Guarayos - Ichilo - Ignacio Warnes - José Miguel de Velasco - Manuel María Caballero - Ñuflo de Chávez - Obispo Santistevan - Sara - Vallegrande |